# 谢尔盖·亚历山德罗维奇·沃尔科夫
谢尔盖·亚历山德罗维奇·沃尔科夫（俄语：Сергей Александрович Волков，羅馬化：Sergey Aleksandrovich Volkov，1973年4月1日—）是俄罗斯已退役宇航员，俄罗斯第101位宇航员，世界第472位宇航员，呼号“埃里丹”（Эридан）。他曾三次前往国际空间站，四次进行太空行走任务。

## 早年
1973年4月1日出生于苏联乌克兰苏维埃社会主义共和国哈尔科夫地区丘古耶夫。父亲亚历山大·亚历山德罗维奇·沃尔科夫是苏联时代的宇航员，在太空待了391天。
1990年毕业于莫斯科州星城高中，1995年毕业于以米·拉斯科娃命名的坦波夫高等空军飞行员学校。毕业后在空军服役，有驾驶L-29海豚、L-39信天翁、圖-134、伊尔-22和伊尔-76等飞机的经验。累计飞行时间超过500小时。

## 宇航员生涯
1997年12月26日成为加加林宇航员培训中心测试宇航员候选人。1998年1月至1999年11月接受了航天基础训练，并于1999年12月1日获得测试宇航员资格。
2001年9月到2003年2月，他与谢尔盖·克里卡列夫等人参加了远征7后备人员培训。2003年哥伦比亚号航天飞机灾难后，他作为正式任务队员与谢尔盖·克里卡列夫、约翰·菲利普斯一起训练。2003年9月，由于STS-114发射计划改变，他们被迫停止了训练。
2004年2月，他被指定为STS-121任务队员开始接受培训。然而在2005年1月计划的变更让欧空局德国宇航员托马斯·赖特尔取代了他的位置。
2005年7月下旬，他作为远征15/16/17团队的后备队员接受了培训。2006年初作为联盟TMA-8的后备队员接受了培训。
2006年6月2日至6月10日，他和奥列格·科诺年科、丹尼尔·塔尼等队员参加了乌克兰塞瓦斯托波尔的水下专业培训。8月，根据RKA和NASA的联合决议，他被任命为联盟TMA-12和远征17任务的指令长。

### 远征17
2008年4月8日11时16分，联盟TMA-12号载人飞船在哈萨克斯坦的拜科努尔发射场发射升空。其中，沃尔科夫担任指令长，科诺年科是随航工程师，李素妍是太空飞行参与者。2008年7月10日18时48分，他和科诺年科走出舱门，开始了太空行走任务。他们的主要目标是拆除联盟号飞船上的一颗爆炸螺栓，以解决之前的飞船着落困难问题。此任务具有一定的危险性。科诺年科用一把锯齿状的刀切开螺栓外部的绝缘材料，然后安装上消除静电的设备，最后沃尔科夫成功用扳手拧下了这枚长约7.5厘米的螺栓。

### 远征28/29

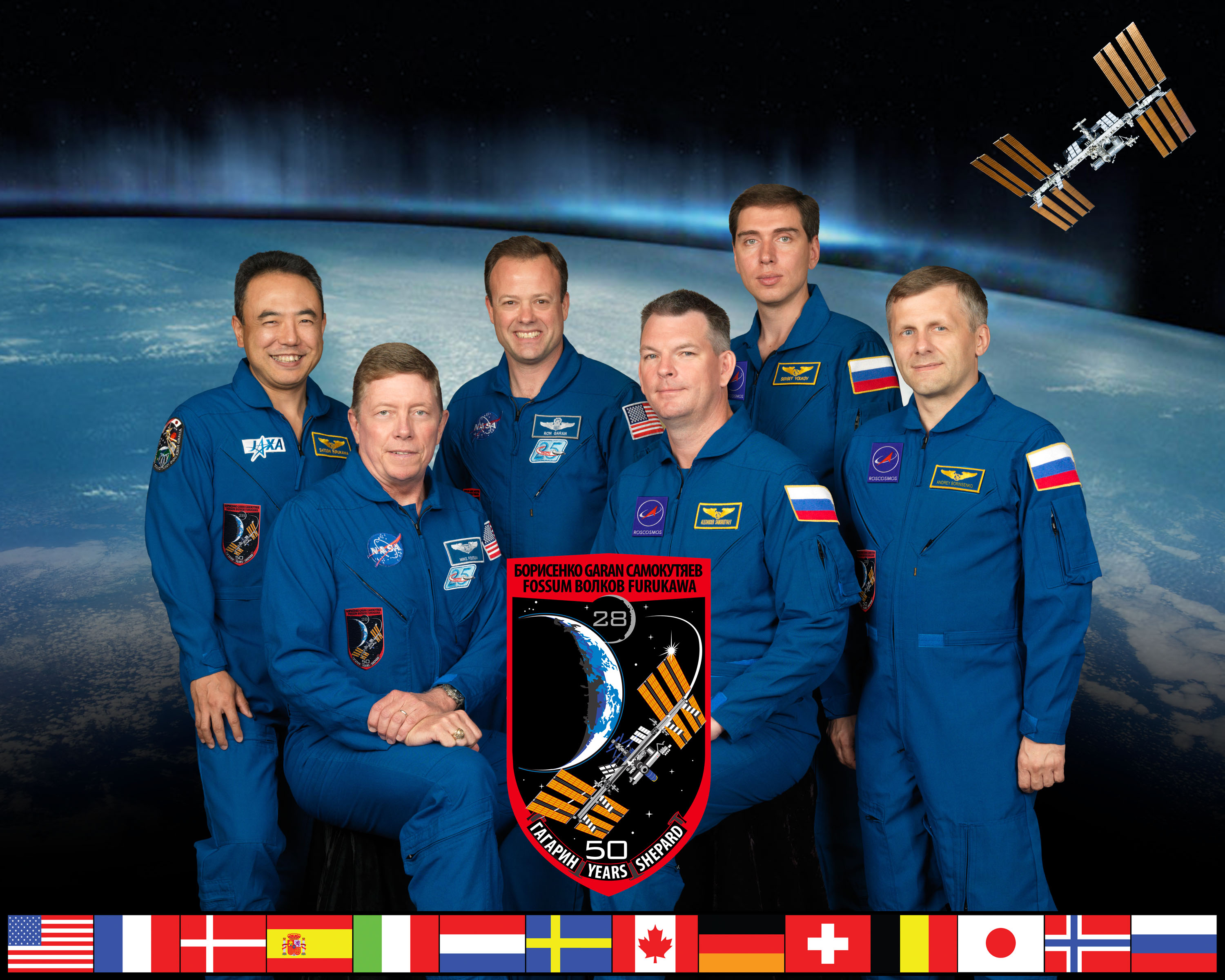
远征28

2011年8月3日14时51分，他和萨莫库佳耶夫打开空间站码头号对接舱舱门，开始了舱外任务。他们手动发射了“雪松”号微型卫星，并为星辰号服务舱表面安装了新的激光通信终端设备。任务中，萨莫库佳耶夫负责从码头号对接舱上拆卸起重臂，而沃尔科夫则临时充当“起重机驾驶员”。此外，他们还把装有微生物和蘑菇孢子的容器从码头号对接舱运至星辰号服务舱，最后以地球为背景，拍摄了尤里·加加林、谢尔盖·科罗廖夫和康斯坦丁·齐奥尔科夫斯基3人的肖像照片，以纪念人类载人航天50周年。
2011年11月22日2时25分，联盟TMA-02M返回舱在哈萨克斯坦中部阿尔卡雷克以北的草原上成功着陆。

### 远征45/46

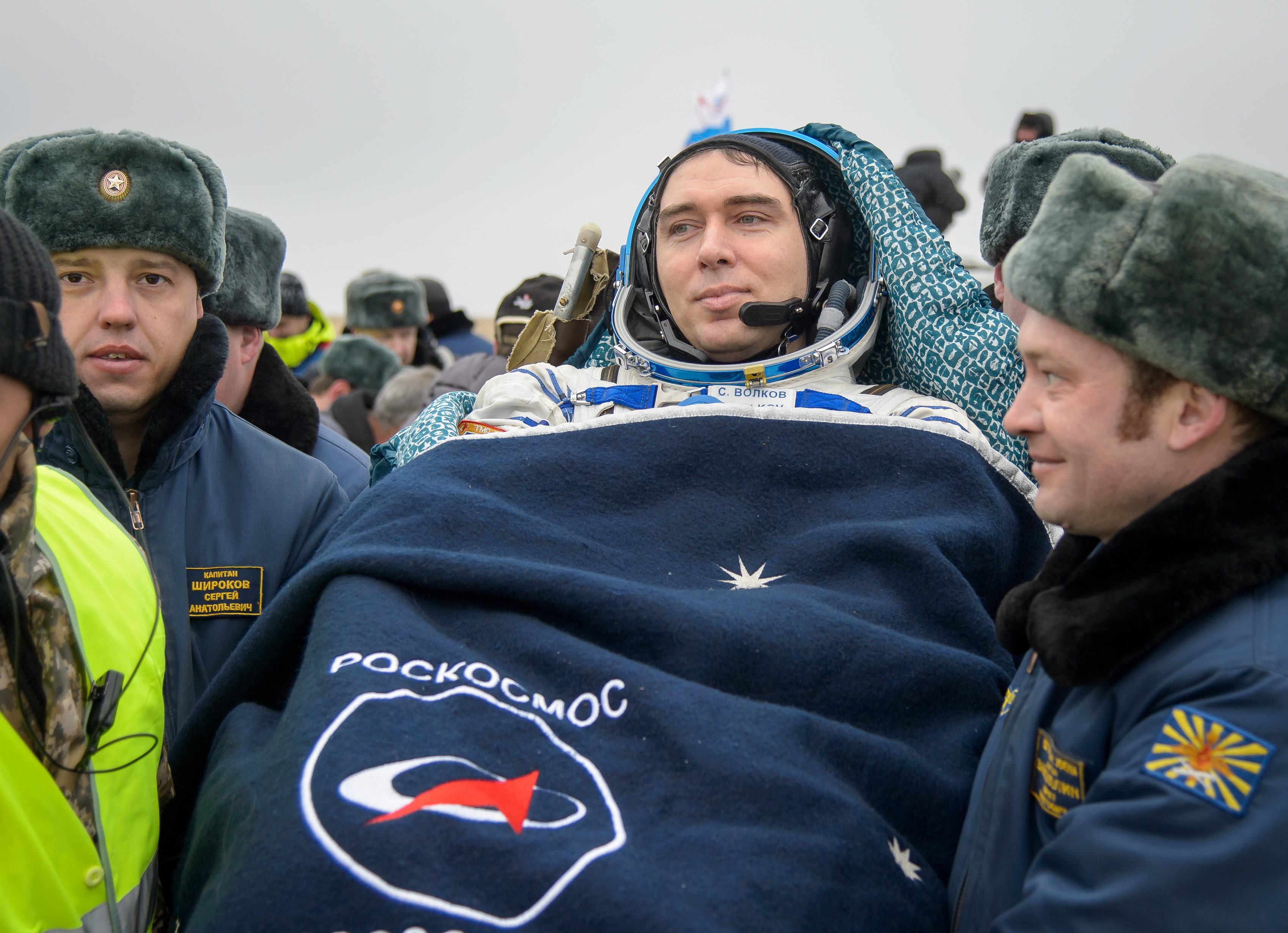
远征46着陆

2015年9月2日4时37分，搭载有沃尔科夫、艾登·艾姆别托夫和安德烈亚斯·摩根森三名宇航员的联盟TMA-18M飞船由联盟-FG运载火箭从哈萨克斯坦拜科努尔发射场发射升空。
2016年1月1日，他和尤里·马连琴科、米哈伊尔·科尔尼延科两位俄罗斯同事在国际空间站用中文问候中国人民新年好。
2月3日，他和马连琴科顺利完成了一次太空行走任务。他们在星辰号服务舱外表面取回了欧洲空间局的有机生物样本，并进行了“修复”实验，练习了在空间站外部添加薄膜真空隔热层的方法。他们还将一张存有纪念世界反法西斯战争胜利70周年内容的存储卡投入空间站外轨道，不久后降落至地球大气层烧毁。
2016年3月2日凌晨，他和斯科特·凯利以及科尔尼延科乘坐联盟TMA-18M飞船与国际空间站分离。经过数小时飞行后，飞船返回舱于4时25分在哈萨克斯坦南部的杰兹卡兹甘地区成功着陆。

## 生涯统计
| # | 往返载具    | 发射时间（UTC）      | 任务代号  | 着陆时间（UTC）       | 时长总计      | 舱外活动次数 | 舱外活动时长 |
| - | ----------- | -------------------- | --------- | --------------------- | ------------- | ------------ | ------------ |
| 1 | 联盟TMA-12  | 2008年4月8日11时16分 | 远征17    | 2008年10月24日3时36分 | 198日16时20分 | 2            | 12时12分     |
| 2 | 联盟TMA-02M | 2011年6月7日20时12分 | 远征28/29 | 2011年11月22日2时25分 | 167日6时13分  | 1            | 6时23分      |
| 3 | 联盟TMA-18M | 2015年9月2日4时37分  | 远征45/46 | 2016年3月2日4时25分   | 181日23时48分 | 1            | 4时45分      |
|   |             |                      |           |                       | 547日22时21分 | 4            | 23时20分     |

### 太空行走统计

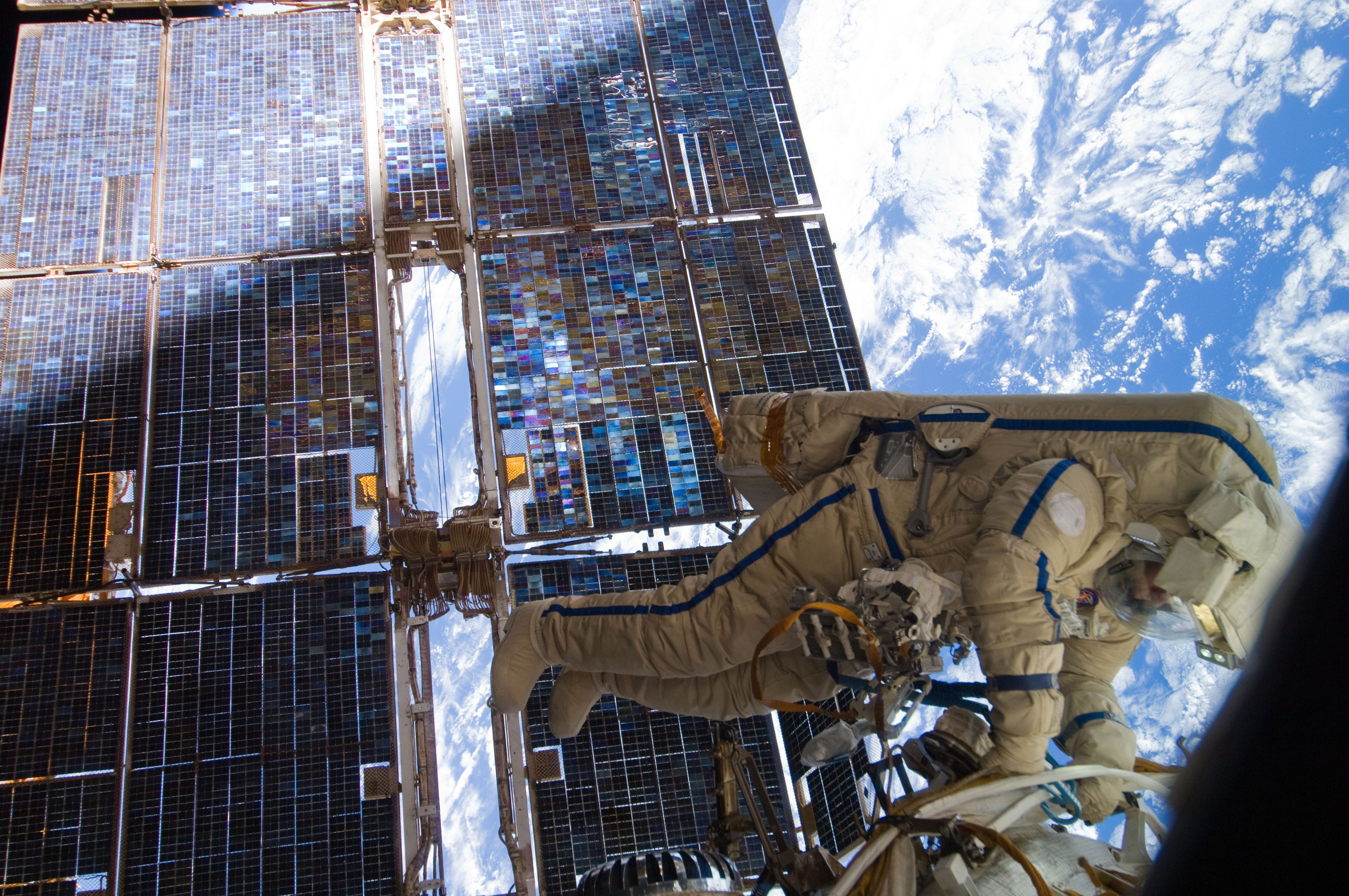
2011年8月3日太空行走

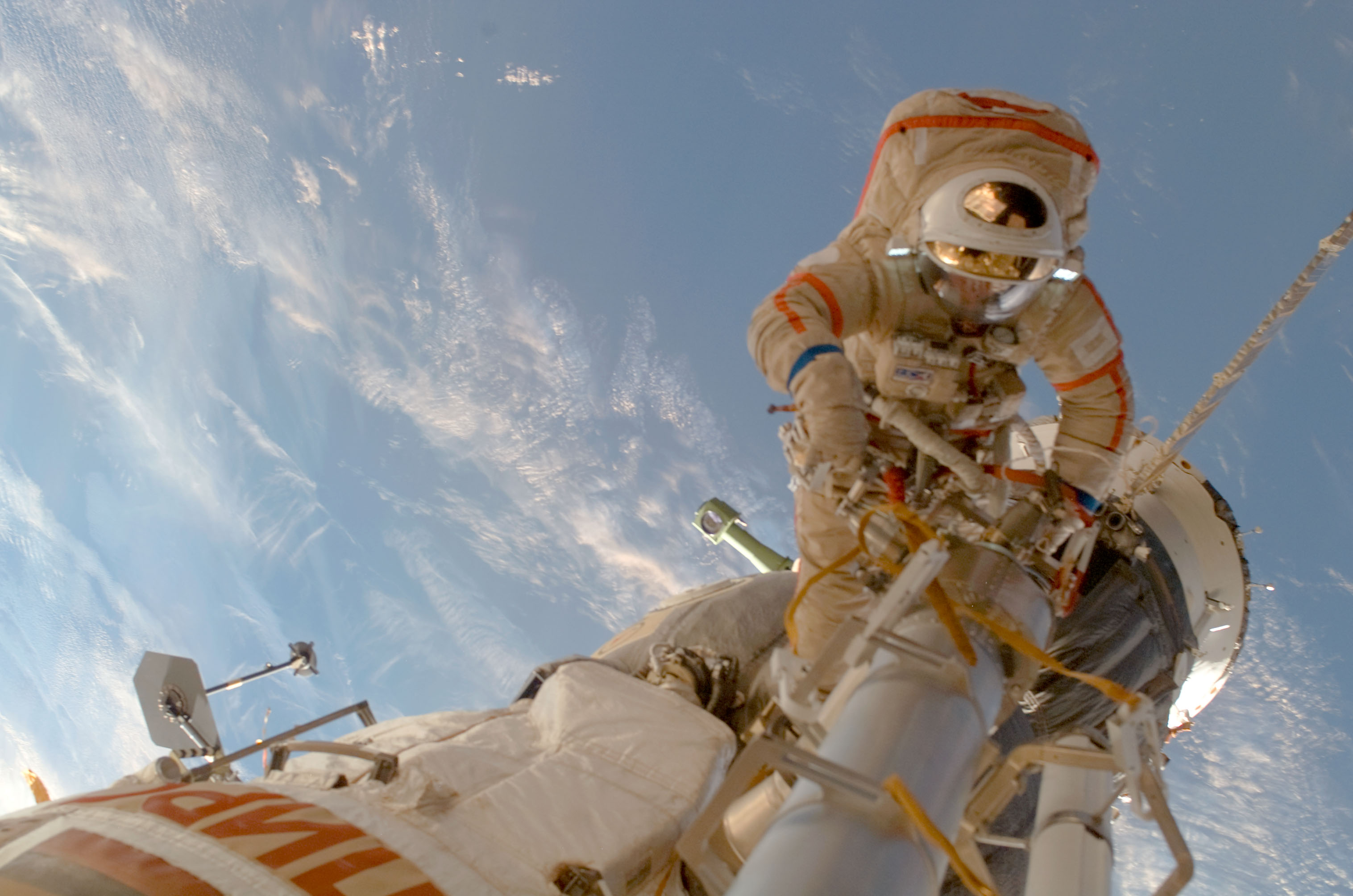
2008年7月15日太空行走

| #      | 日期（UTC）   | 同伴                  | 持续时长 |
| ------ | ------------- | --------------------- | -------- |
| 1      | 2008年7月10日 | 奥列格·科诺年科       | 6时18分  |
| 2      | 2008年7月15日 | 奥列格·科诺年科       | 5时54分  |
| 3      | 2011年8月3日  | 亚历山大·萨莫库佳耶夫 | 6时23分  |
| 4      | 2016年2月3日  | 尤里·马连琴科         | 4时45分  |
| 总时长 | 总时长        | 总时长                | 23时20分 |

## 轶事
2012年2月，沃尔科夫向维谢尔基法院起诉了加加林宇航员培训中心，赢回了1,382,000俄罗斯卢布的拖欠工资。

## 退役
2017年初宣布退役，离开了宇航员队。

## 荣誉
- 俄罗斯联邦宇航员和俄罗斯联邦英雄（2009年）
- 太空探索优异奖章（2011年）[18]
- 四级“祖国功勋”勋章（2013年）[19]
- 哈萨克斯坦二级友谊勋章（2015年）[20]
- 三级“祖国功勋”勋章（2017年）[21]